# Sant Pere d'Àger
La Canònica de Sant Pere és un conjunt monumental format pel recinte emmurallat de la vila d'Àger (Noguera), pel castell i per les dependències del monestir canonical a la vila. És un monument històric declarat bé cultural d'interès nacional.

## Castell d'Àger

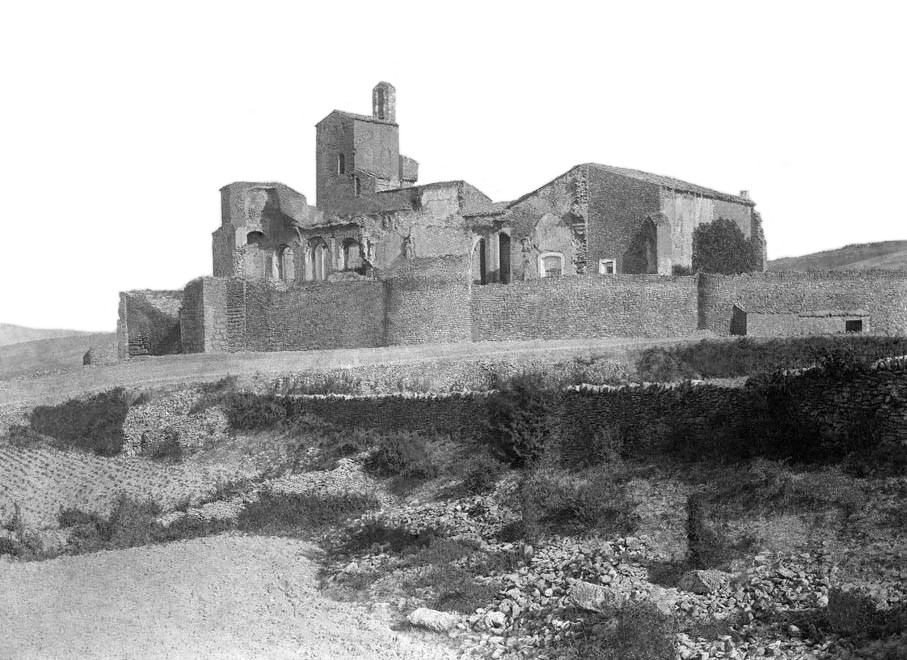
Castell i col·legiata de Sant Pere (entre 1890 i 1910)

El castell fou el nucli més antic de la vila, perquè la seva situació estratègica el feia un lloc molt cobejat. De fet, hi ha indicis d'estructures anteriors a l'època cristiana i a la reconquesta de la vall per part d'Arnau Mir de Tost, que sembla va ser el fundador de l'antiga canònica.
La construcció s'inicià el segle xi, sobre les restes d'una muralla precedent que envolta tot el recinte, de probable origen musulmà però un sector de pedres amb encoixinat es considera d'època romana. Les restes que s'han conservat del castell són escasses, al nord de l'església de Sant Pere entre aquesta i la muralla. En queda una part de la planta baixa d'un gran edifici rectangular, distribuït en dues naus paral·leles situades a un nivell inferior al de l'església. A sobre d'aquestes naus, probablement hi hauria la sala major del castell-palau, tal com trobem en altres exemples de l'època, com el castell de Llordà.

## Canònica de Sant Pere

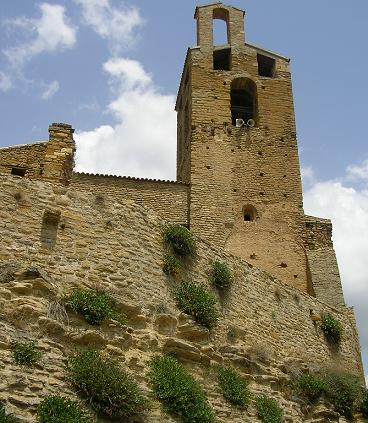
Vista exterior de la Canònica de Sant Pere d'Àger

Del conjunt canonical s'han conservat importants ruïnes, parcialment restaurades. A sobre de la cripta s'aixequen les restes de l'església, de planta basilical de tres naus, cobertes amb voltes de canó i la capçalera, la part més ben conservada, amb absis semicirculars. Les voltes eren reforçades per arcs torals, dels quals es conserven vestigis en la nau central. Sobre dels absis laterals s'aixecaven dues torres, de les quals només ha perviscut la torre sud.
Davant de l'església, al costat est del monument, hi ha les restes del claustre gòtic, obrat amb pedra blanca, de gran contrast amb la pedra de l'església, i una portada renaixentista que comunica amb la sala capitular, coberta amb una volta estrellada.
La façana és de carreus irregulars de pedra del país que pertany a les antigues construccions del turó de la vila, del temps de la col·legiata i el castell. Portal dovellat de carreus irregulars, amb fornícula a sobre, de pedra dovellada i escultòrica. Restes d'un arc rebaixat incrustades a la façana.

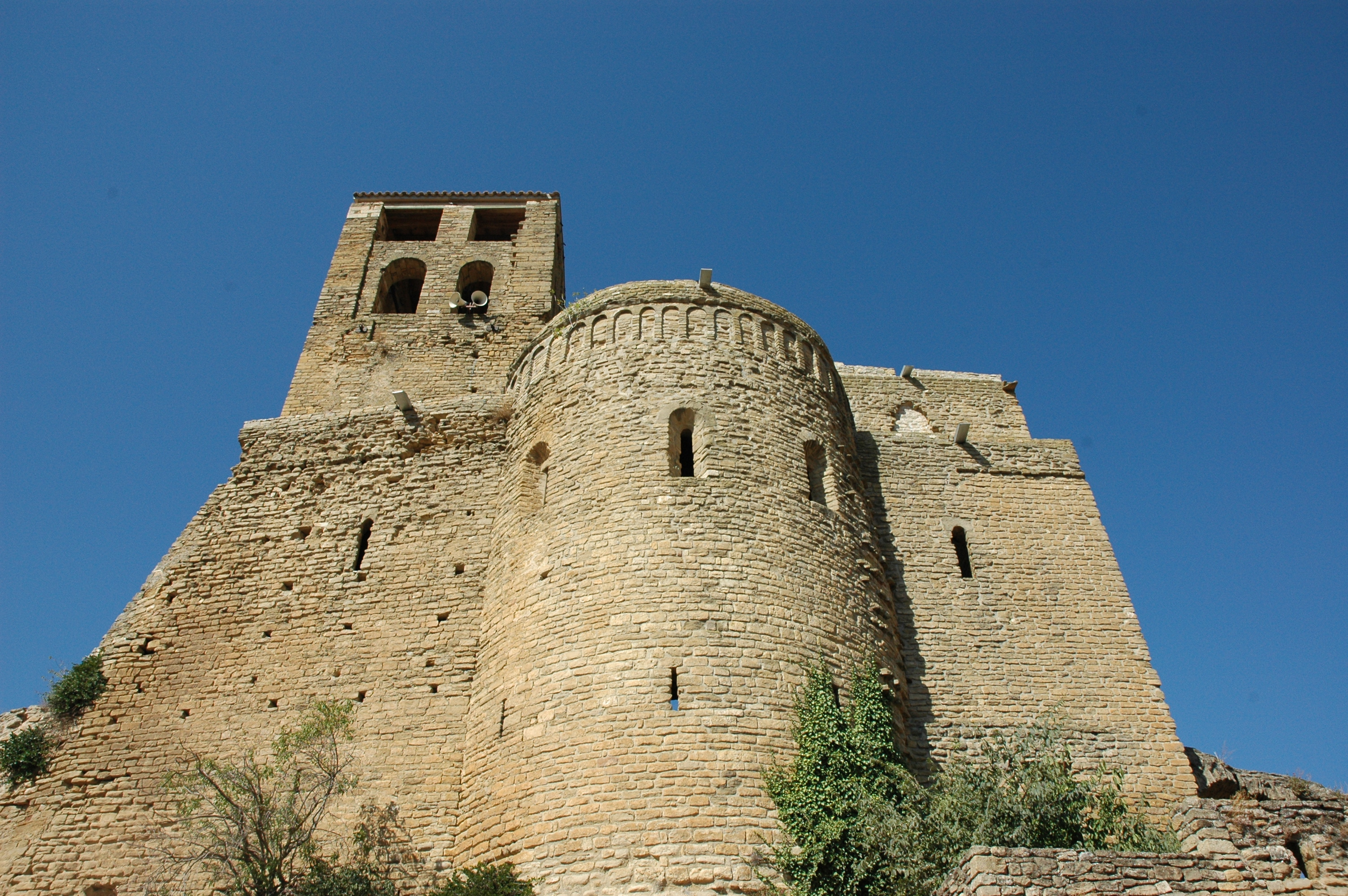
L'absis

L'absis central té tres finestres amb un arc de mig punt interior i espitlleres a l'exterior.
A la vista panoràmica de la col·legiata s'aprecia un canvi de nivell als mur, en el tipus d'aparell de filades de carreus de pedra. Les obertures són espitlleres i han desaparegut els forats corresponents a la bastida per a la construcció dels murs.

## Història
La primera comunitat, potser benedictina, s'hi va establir el 1037. El 1048 ja es té constància d'una comunitat regida per un canonge, de la qual Arnau Mir de Tost en va obtenir de la Santa Seu el privilegi de l'exempció episcopal, convertint-lo en un enclavament religiós singular. Gràcies a les donacions de la família d'Arnau Mir fins al seu net Guerau II de Cabrera, la canònica va aconseguir un ampli territori que incloïa Àger, Castelló de Farfanya, Montclar i Valldellou.
L'any 1112 va adoptar la regla de Sant Agustí, deixant l'aquisgranesa que havia seguit fins aleshores.
Durant el segle xii el domini va començar a ser tant poderós que el bisbe de Lleida, malgrat l'oposició dels abats, va aconseguir una butlla del papa Celestí II que unia l'abadia a la seva diòcesi. Per a posar pau al conflicte, al segle xiii, s'hi va enviar a Bernat Calbó, primer abat de Santes Creus i bisbe de Vic, i més endavant al bisbe de València que va redactar uns severs estatuts l'any 1258.
Al segle xv arriba la decadència amb el despoblament i els efectes de la guerra civil contra Joan II. Des del 1433 va ser regida per abats comendataris que a vegades ni tan sols la varen visitar mai. El 1592, l'abadia va ser secularitzada per poc després convertir-se en col·legiata i arxiprestat. Va conservar l'exempció fins que l'any 1874 es va unir a la diòcesi de Lleida.
A partir de l'abandonament del conjunt, les restes materials i escultòriques foren aprofitades per la gent de la contrada per bastir les seves cases. Avui en dia, encara podem admirar part de les impostes romàniques de l'església en els balcons de la plaça major.

## Capitell i imposta

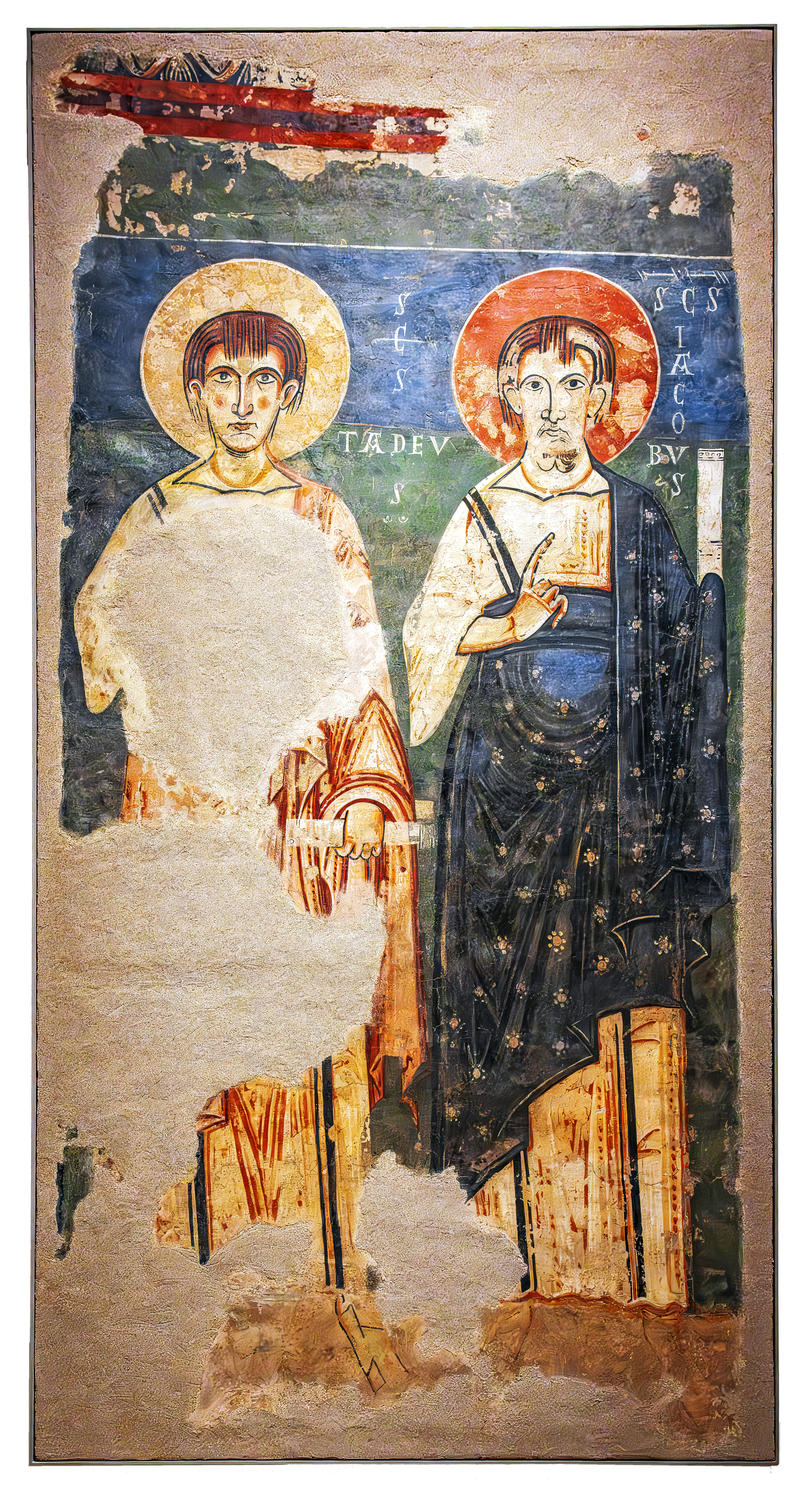
Apòstols d'Àger, conservats al MNAC

Al Museu Nacional d'Art de Catalunya es conserven un capitell i una imposta procedents d'aquest espai. La imposta està decorada amb una tija ondulada on s'inscriuen semipalmetes en dos registres. Aquesta imposta, tant pel que fa a la decoració com a la factura, s'ha relacionat amb altres peces similars, com ara les impostes procedents de la catedral de Barcelona, de les quals dues també estan exposades a la sala d'art romànic del Museu. La decoració del capitell està formada per palmetes encerclades per arcs apuntats i disposades en dues fileres de registres.
Aquests tipus de motius decoratius són molt habituals en aquesta època a Catalunya. Igualment, és característic el procediment de la talla a bisell, mitjançant el qual s'obtenen els efectes de llum i ombra que delimiten els motius.
A Sant Pere d'Àger la decoració era fonamentalment de caràcter vegetal i geomètric, fet que es pot comprovar amb les restes conservades in situ i amb les peces conservades, també, al Museu de Lleida Diocesà i Comarcal. Però altres conjunts presentaven decoració figurada, com les anomenades llindes de Sant Genís de Fontanes i de Sant Andreu de Sureda, al Rosselló, i també a Sant Pere de Rodes.